# Litomyšl
Litomyšl (en alemany, Leitomischl) és una ciutat i municipi en la regió de Pardubice de la República Txeca. El Castell de Litomyšl està inscrit a la llista del Patrimoni de la Humanitat de la UNESCO des del 1999.

## Història
Situada a la Bohèmia oriental, Litomyšl va sorgir al segle xiii en el lloc d'un antic assentament fortificat en el camí de Trstěnice, una important ruta comercial que unia Bohèmia i Moràvia. Va ser seu d'un bisbat ara diòcesi titular de l'Església catòlica txeca, el bisbat de Litomyšl.

## Llocs d'interès
El tret dominant és el Castell de Litomyšl, es tracta d'un castell monumental renaixentista que es remunta als anys 1568–1581. Els edificis del castell són excepcionals pel seu refinament arquitectònic. Però la ciutat s'ha fet famosa sobretot per ser el lloc de naixement del compositor txec, Bedřich Smetana. A la plaça allargada, que és una de les majors de la República Txeca, s'alça un ajuntament d'origen gòtic i una sèrie de cases renaixentistes i barroques, moltes amb arcades i habitacions de planta baixa amb voltes. Una de les més importants és la Casa dels Cavallers (O Rytířů) amb la seva notable façana. En el passat, la ciutat va ser també un significatiu centre religiós; va ser a Litomyšl el 1344 quan es va fundar el segon bisbat de Bohèmia, encara que va deixar d'existir durant les guerres hussites. Al segle xix, l'escola primària de Litomyšl era de gran importància.
Les tradicions culturals de la ciutat van molt més enllà de les fronteres regionals i nacionals. Els exquisits interiors del castell, especialment el teatre del castell barroc, l'amfiteatre al parc del castell i la casa dels Smetana, tots ofereixen variats programes de concerts i interpretacions dramàtiques i així enriqueixen la vida de la ciutat al llarg de l'any. El 1994 es va celebrar al castell la trobada dels set presidents de l'Europa Central. El complex del castell va ser inclòs per la Unesco en la llista de llocs Patrimoni de la Humanitat el 1999.

## Personatges notables
- BedřIch Smetana (1824 - 1884), compositor.
- Arne Novák, crític i historiador de literatura.
- Hubert Gordon Schauer, crític literari.
- Magdalena Dobromila Rettigova, l'autora del primer llibre de cuina escrit en txec, va viure aquí entre 1834 i la seva mort el 1845.

## Parts de Litomyšl
Litomyšl- město, Kornice, Lány, Nedošín, Nová Veus o Litomyšli, Pazucha, Pohodlí, Suchá, Zahájí, Záhradí.

## Estació de transmissió
Prop de Litomyšl, hi ha una gran estació de transmissió per a ona curta i mitjana. El transmissor d'ona curta el 49°49'07.00"N; 16° 18′ 27.00″I és la institució de transmissió d'ona curta més important de les torres txeques en ús que s'alça fins als 105 metres. Una mica al sud-est a 49° 48′ 38″ N; 16° 18′ 5″I, hi ha dos mastelers de 125 metres d'alt usades per a la retransmissió d'ona curta el 1287 kHz amb 150 kW.

## Ciutats agermanades
Litomyšl està agermanada amb:
- Łańcut, Polònia
- Levoča, Eslovàquia
- Keszthely, Hongria